# Vantinge
Vantinge er en landsby på Fyn med 202 indbyggere i byområdet (2019). Vantinge er beliggende seks kilometer vest for Ringe og 21 kilometer syd for Odense. Landsbyen tilhører Faaborg-Midtfyn Kommune og er beliggende i Region Syddanmark.
Byen hører til Vantinge Sogn, mens også Vantinge Kirke samt Heden-Vantinge Skole ligger i landsbyen.

## Historie
Vantinge er nævnt første gang i 1418 under navnet Vantinggæ. Det menes, at byens navn er afledt af wanting, der betyder mangel og -inge, der er en stedsbetegnelse.
Vantinge landsby bestod i 1682 af 21 gårde, 1 hus med jord og 8 huse uden jord. Det samlede dyrkede areal udgjorde 775,3 tønder land skyldsat til 128,27 tønder hartkorn. Dyrkningsformen var trevangsbrug med rotationen 2/1. Egentlige havde byen 4 vange, men den ene bestod overvejende af mose.
Vantinge er kendt for et aktivt lokalsamfund, hvor indbyggerne selv har skaffet finansiering til og opført bl.a. tennisbane, aktivitetsplads og esport.
I 2023 vandt Vantinge to priser for initiativet Vantinge Homestay i forbindelse med Heartland Festival.